# Кондратьева, Аделина Вениаминовна
Аделина Вениаминовна Кондра́тьева (Абрамсо́н) (10 февраля 1918, Буэнос-Айрес — 14 декабря 2012, Москва) — переводчица на Гражданской войне в Испании.
Родилась в Аргентине в семье еврейских эмигрантов, покинувших Россию до 1917 года. В 1932 году семья переехала в СССР.
В 1937 году — переводчица при штабе авиации Испанской Республики при группе советских военных советников. Работала со старшим военным советником по авиации испанской республиканской армии Яковом Смушкевичем (псевдоним — «генерал Дуглас»), сестра Паулина — с кинодокументалистом Романом Карменом (муж сестры — Хаджи-Умар Мамсуров, «полковник Ксанти», «Фабер»).
С апреля 1941 года — слушательница Военного факультета при втором МГПИИЯ. Во время Великой Отечественной войны (1942—1943) была военной переводчицей, работала на фронте с испанскими и итальянскими военнопленными, а затем — в лагере-распределителе под Москвой, где содержались иностранные военнопленные. В 1944 году окончила Военный институт иностранных языков Красной Армии и стала преподавателем этого института. С 1949 года — в отставке.
В 1950—1953 годах — заведующая кафедрой Московского педагогического института, в 1956—1966 гг. — сотрудник Института мировой экономики и международных отношений АН СССР, с 1966 года — старший научный сотрудник Института международного рабочего движения АН СССР. Кандидат исторических наук.
Много выступала на радио, телевидении, писала статьи, участвовала в выставках и конференциях. Активный сторонник открытия в Москве монумента советским добровольцам — участникам Гражданской войны в Испании.
Одна из организаторов и лидеров Ассоциации советских добровольцев-участников гражданской войны в Испании. Президент испанского отделения Советского комитета ветеранов войны. Почетный председатель испанской Ассоциации жертв гражданской войны и изгнания. Лейтенант авиации в отставке. Кавалер ордена Красной Звезды и ряда других наград. Автор мемуаров «Рассыпанная мозаика» (Mosaico roto), вышедших в Испании в 1994 году (в соавторстве с сестрой Паулиной).
О судьбе сестёр Абрамсон рассказывает фильм «Gira, gira. Крутись, вертись» (2005 г., режиссёр — Александр Берлин).